# Чивітанова-дель-Санніо
Чивітанова-дель-Санніо (італ. Civitanova del Sannio) — муніципалітет в Італії, у регіоні Молізе,  провінція Ізернія.
Чивітанова-дель-Санніо розташована на відстані близько 165 км на схід від Рима, 25 км на північний захід від Кампобассо, 16 км на північний схід від Ізернії.
Населення — 951 особа (2014).

## Демографія
Населення за роками:

Станом на 1 січня 2023 року в муніципалітеті офіційно проживали 32 іноземці з 11 країн, серед них 18 громадян країн Євросоюзу та 1 громадянин України.

## Сусідні муніципалітети
- Баньйолі-дель-Триньйо
- К'яучі
- Дуронья
- Фрозолоне
- Песколанчіано
- П'єтраббонданте
- Поджо-Санніта
- Сальчито
- Сессано-дель-Молізе